# دوري هونغ كونغ لكرة القدم 1971–72
دوري هونغ كونغ لكرة القدم 1971–72 هو الموسم 27 من دوري هونغ كونغ لكرة القدم ‏. كان عدد الأندية المشاركة فيه 14، وفاز فيه نادي جنوب الصين.